# Hermann Meyer-Rabingen
Hermann Meyer-Rabingen (7 juillet 1887 à Rotenburg an der Wümme – 21 février 1961 à Melle) est un Generalleutnant allemand qui a servi dans la Heer au sein de la Wehrmacht pendant la Seconde Guerre mondiale.
Il a été récipiendaire de la Croix de chevalier de la Croix de fer. Cette décoration est attribuée pour récompenser un acte d'une extrême bravoure sur le champ de bataille ou un commandement militaire avec succès.

## Biographie
Meyer rejoint le 2 septembre 1906 le 60e régiment d'infanterie (de) en tant que porte-drapeau. Il y est promu lieutenant le 27 janvier 1908.

## Décorations
- Croix de fer (1914)
  - 2e Classe
  - 1re Classe
- Insigne des blessés (1914)
  - en Noir
- Croix hanséatique de Hambourg
- Croix hanséatique de Brême
- Croix d'honneur
- Agrafe de la Croix de fer (1939)
  - 2e Classe
  - 1re Classe
- Croix de chevalier de la Croix de fer
  - Croix de chevalier le 12 janvier 1942 en tant que Generalleutnant et commandant de la 197. Infanterie-Division[1]